# Berrondo
Berrondo ist eine Ortschaft in Uruguay.

## Geographie
Berrondo befindet sich auf dem Gebiet des Departamento Florida in dessen Sektor 12. Der Ort liegt im westlichen Teil des Departamentos einige Kilometer östlich der vom Arroyo de la Virgen gebildeten Grenze zum Nachbardepartamento San José entfernt. Eingebettet zwischen Cuchilla del Pintado im Westen und Cuchilla de Santa Lucía im Osten, ist Berrondo von der Departamento-Hauptstadt Florida im Nordosten und 25 de Mayo im Südwesten umgeben. Unweit östlich fließt der Río Santa Lucía Chico.

## Infrastruktur
Durch den Ort führt die Bahnstrecke Montevideo–Paso de los Toros.

## Einwohner
Die Einwohnerzahl Berrondos beträgt 166 (Stand: 2011), davon 85 männliche und 81 weibliche.
| Jahr | Einwohner |
| ---- | --------- |
| 1963 | 38        |
| 1975 | 96        |
| 1985 | 54        |
| 1996 | 83        |
| 2004 | 170       |
| 2011 | 166       |

Quelle: Instituto Nacional de Estadística de Uruguay